# Tanychora petiolata
Tanychora petiolata är en stekelart som beskrevs av Henry Keith Townes, Jr. 1973. Tanychora petiolata ingår i släktet Tanychora och familjen brokparasitsteklar. Inga underarter finns listade i Catalogue of Life.